# フィルムフェア賞 タミル語映画部門悪役賞
フィルムフェア賞 タミル語映画部門悪役賞（フィルムフェアしょう タミルごえいがぶもんあくやくしょう、Tamil Filmfare Best Villain Award）は、フィルムフェア賞 南インド映画部門の賞の一つ。2003年の第50回フィルムフェア賞 南インド映画部門で創設され、2005年に廃止された。

## 受賞者
| 年   | 画像     | 受賞者               | 作品          |
| ---- | -------- | -------------------- | ------------- |
| 2002 |          | カラバワン・マニ     | Gemini        |
| 2003 |          | ジーヴァン           | Kaakha Kaakha |
| 2004 |          | プラカーシュ・ラージ | Ghilli        |
| 2005 | Sivakasi | プラカーシュ・ラージ |               |